# ATC (C05)
Jest to część klasyfikacji anatomiczno-terapeutyczno-chemicznej:
- C – Układ sercowo-naczyniowy
  - C 01 – Leki stosowane w chorobach serca
  - C 02 – Leki stosowane w chorobie nadciśnieniowej
  - C 03 – Leki moczopędne
  - C 04 – Leki rozszerzające naczynia obwodowe
  - C 05 – Leki ochraniające ścianę naczyń
  - C 07 – Leki β-adrenolityczne
  - C 08 – Antagonisty kanału wapniowego
  - C 09 – Leki działające na układ renina-angiotensyna
  - C 10 – Leki zmniejszające stężenie lipidów

Obejmuje ona leki ochraniające ścianę naczyń:

## C 05 A – Leki stosowane zewnętrznie w leczeniu hemoroidów
- C 05 AA – Preparaty zawierające kortykosteroidy
  - C 05 AA 01 – hydrokortyzon
  - C 05 AA 04 – prednizolon
  - C 05 AA 05 – betametazon
  - C 05 AA 06 – fluorometolon
  - C 05 AA 08 – fluokortolon
  - C 05 AA 09 – deksametazon
  - C 05 AA 10 – fluocynolon
  - C 05 AA 11 – fluocynonid
  - C 05 AA 12 – triamcynolon
- C 05 AB – Preparaty zawierające antybiotyki
- C 05 AD – Preparaty zawierające środki miejscowo znieczulające
  - C 05 AD 01 – lidokaina
  - C 05 AD 02 – tetrakaina
  - C 05 AD 03 – benzokaina
  - C 05 AD 04 – cynchokaina
  - C 05 AD 05 – prokaina
  - C 05 AD 06 – oksetakaina
  - C 05 AD 07 – pramokaina
- C 05 AE – Preparaty miorelaksacyjne
  - C 05 AE 01 – Triazotan gliceryny
  - C 05 AE 02 – diazotan izosorbidu
  - C 05 AE 03 – diltiazem
- C 05 AX – Inne leki stosowane zewnętrznie w leczeniu hemoroidów
  - C 05 AX 01 – preparaty glinu
  - C 05 AX 02 – preparaty bizmutu w połączeniach
  - C 05 AX 03 – inne preparaty w połączeniach
  - C 05 AX 04 – preparaty cynku
  - C 05 AX 05 – tribenozyd
  - C 05 AX 06 – fenylefryna

## C 05 B – Leki stosowane w leczeniu żylaków
- C 05 BA – Heparyny i heparynoidy do stosowania zewnętrznego
  - C 05 BA 01 – heparynoid
  - C 05 BA 02 – apolan sodu
  - C 05 BA 03 – heparyna
  - C 05 BA 04 – polisiarczan pentozanu
  - C 05 BA 51 – heparynoid w połączeniach
  - C 05 BA 53 – heparyna w połączeniach
- C 05 BB – Leki obliterujące żylaki do podawania domiejscowego
  - C 05 BB 01 – oleinian monoetanoloaminy
  - C 05 BB 02 – polidokanol
  - C 05 BB 03 – cukier inwertowany
  - C 05 BB 04 – siarczan tetradecylowo-sodowy
  - C 05 BB 05 – fenol
  - C 05 BB 56 – glukoza w połączeniach
- C 05 BX – Inne leki stosowane w leczeniu żylaków
  - C 05 BX 01 – dobesylan wapnia
  - C 05 BX 51 – dobesylan wapnia w połączeniach

## C 05 C – Leki wpływające na elastyczność naczyń
- C 05 CA – Bioflawonoidy
  - C 05 CA 01 – rutozyd
  - C 05 CA 02 – monokserutyna
  - C 05 CA 03 – diosmina
  - C 05 CA 04 – trokserutyna
  - C 05 CA 05 – hidrosmina
  - C 05 CA 51 – rutozyd w połączeniach
  - C 05 CA 53 – diosmina w połączeniach
  - C 05 CA 54 – trokserutyna w połączeniach
- C 05 CX – Inne leki wpływające na elastyczność naczyń
  - C 05 CX 01 – tribenozyd
  - C 05 CX 02 – naftazon
  - C 05 CX 03 – nasiona kasztanowca

## C 05 X – Inne leki leki ochraniające ścianę naczyń
- C 05 XX – Inne leki leki ochraniające ścianę naczyń
  - C 05 XX 01 – perplazmid beperminogenu